# Patricia Clarkson
Pour les articles homonymes, voir Clarkson.
Patricia Clarkson, née le 29 décembre 1959 à La Nouvelle-Orléans (Louisiane, États-Unis), est une actrice américaine.

## Biographie
Après avoir étudié l'art dramatique sur la Côte Est des États-Unis, Patricia Clarkson lance sa carrière en 1985 (apparition dans la série Spenser qui est l'un de ses premiers rôles). Elle travaille sans relâche tant au cinéma qu'à la télévision. Elle remporte deux fois le Emmy Award pour le rôle de la meilleure actrice invitée dans une série dramatique (2002 - 2006), pour le rôle de Sarah O'Connor dans Six Feet Under (Six Feet Under). Elle joue dans La Ligne verte, Loin du paradis, Shutter Island ou The Station Agent. Pour son rôle dans Pieces of April (2003), elle obtient le Prix spécial du jury et est nommée au grand prix du jury pour un film dramatique lors du Festival de Sundance 2003, nommée à l'Oscar du meilleur second rôle féminin en 2004 et nommée au Golden Globe du meilleur second rôle féminin en 2004. En juin 2012, elle est nommée par le choix des critiques (Broadcast Film Critics Association Award) en tant que meilleure actrice dans son rôle pour le film Five.

### Jeunesse
Patricia Clarkson est née le 29 décembre 1959  à La Nouvelle-Orléans, en Louisiane (États-Unis). Elle est la fille de Jacquelyn Brechtel Clarkson,, femme politique de La Nouvelle-Orléans et d'Arthur, administrateur d'une école qui a également travaillé à la Louisiana State University School of Medicine (département de la médecine),.
Patricia Clarkson étudie la comédie dramatique à l'université de Fordham, d'où elle sort diplômée avec la mention summa cum laude (très bien). Elle obtient un "Master of Fine Arts" à l'École Dramatique de Yale (Yale School of Drama) avant de faire ses débuts cinématographiques dans Les Incorruptibles, en 1987, avec Brian De Palma.

### Carrière
Patricia Clarkson contribue à deux pièces au Théâtre de Broadway à New York : The House of Blue Leaves (1986) et dans Eastern Standard (1987).
Au début de sa carrière, Patricia Clarkson tient des petits rôles dans une série de films de grande envergure. Son premier rôle au cinéma, à l'âge de 27 ans, est celui de la femme d'Eliot Ness (Kevin Costner) dans Les Incorruptibles. Elle joue également dans La Dernière Cible (le cinquième et dernier épisode de la saga L'Inspecteur Harry), Rocket Gibraltar et Everybody's All-American. Elle joue dans le Court métrage, une série télévisée Davis Rules et dans la Mini-série Alex Haley's Queen (en). Le plus souvent, dans le rôle de genre que dans le rôle principal, elle est également apparue dans les films majeurs tels que La Ligne verte (1999), Loin du paradis (2002), Good Night and Good Luck (2005) et Une fiancée pas comme les autres (2007). Elle perce finalement dans le film High Art (1998) où son interprétation de Greta, une Allemande, toxicomane lesbienne et ancien modèle, accueille des critiques dithyrambiques. Elle dit, au sujet de son rôle « Je m'investis profondément  dans tout ce que je fais et c'est une bonne chose, parce que jouer est la seule chose que je sais faire. »
En 2002, elle donne naissance au rôle de Sarah O'Connor (Tante Sarah) dans Six Feet Under (Home Box Office). Elle gagne un Emmy Award en tant que meilleure actrice invitée dans une série dramatique pour sa performance, prix qu'elle obtiendra à nouveau pour le même rôle en 2006.
En 2003, elle acquiert le succès critique et un prix spécial du jury pour son travail dans quatre films présentés au Festival du film de Sundance : All the Real Girls, The Baroness and the Pig, The Station Agent et Pieces of April,. Plus tard dans l'année, elle est nommée pour l'Oscar de la meilleure actrice dans un second rôle pour Pieces of April, dans lequel elle joue une mère acerbe qui meurt d'un cancer.
À l'été 2008, le producteur Gerald Peary approche Patricia Clarkson et lui demande de faire la  voix off pour le film documentaire For the Love of Movies: The Story of American Film Criticism, en français : « Pour l'amour des films : l'Histoire de la critique de fim américain ». Peary en dit : « Elle a accepté de faire la narration ... Et elle était si belle et si coopérative et préparée et si intelligente. Et l'une des principales raisons pour lesquelles elle désirait faire le film, c'est qu'elle lit régulièrement la critique et dispose d'un véritable respect pour la profession de critique. »

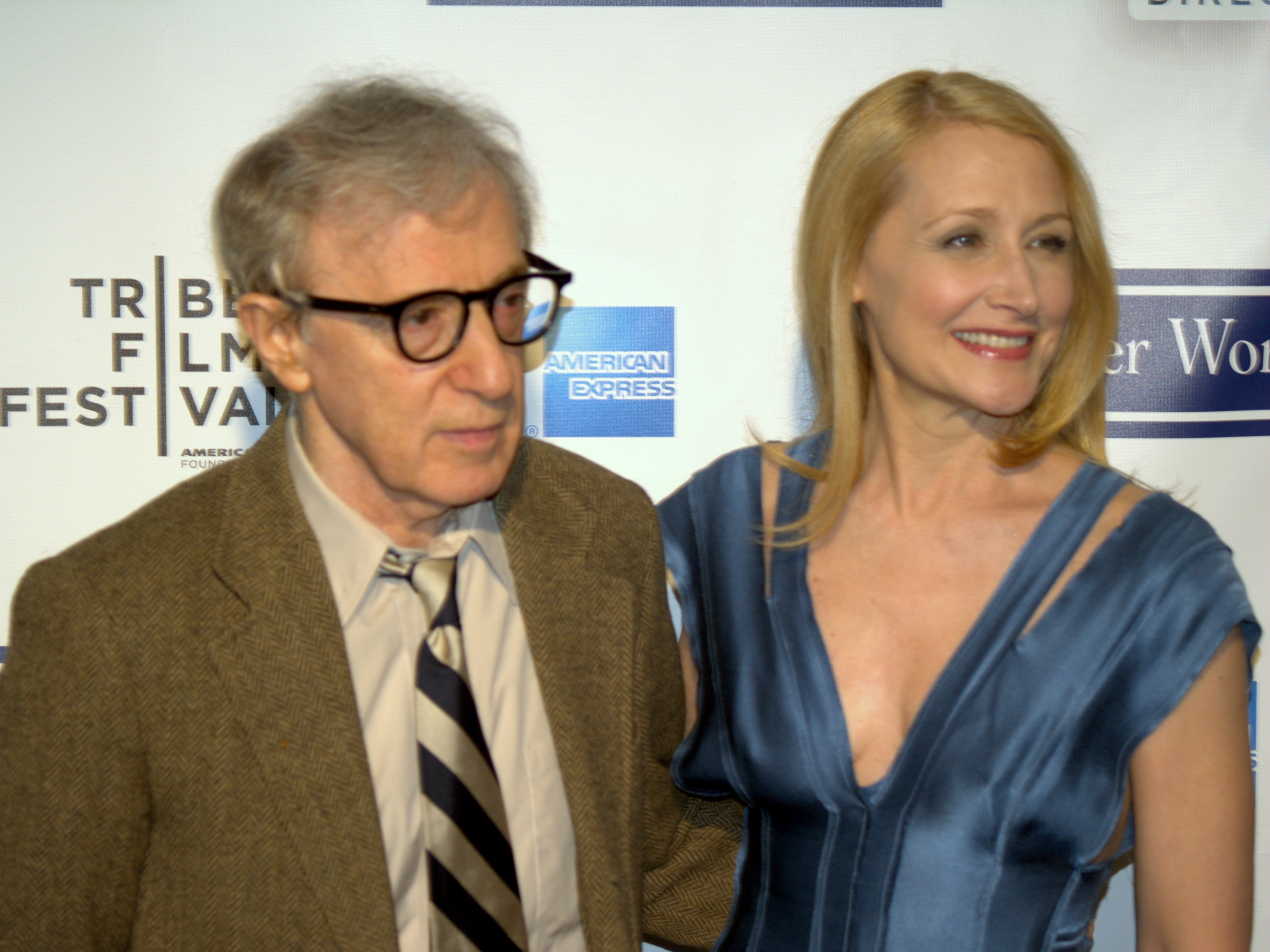
Woody Allen et Patricia Clarkson au Festival du film de TriBeCa première de Whatever Works.

Le 17 janvier 2009, Patricia Clarkson retourne à La Nouvelle-Orléans et rouvre le Théâtre des arts de la scène Mahalia Jackson. Elle officie en tant que Maître des Cérémonies pour un gala de Plácido Domingo en concert avec l'Opéra de La Nouvelle-Orléans, conduit par Robert Lyall. Elle fait également une apparition dans l'émission de divertissement Saturday Night Live, sketch intitulé Motherlover, le 9 mai 2009. Une vidéo met en vedette Andy Samberg, Justin Timberlake et Susan Sarandon. Le 21 mai 2011, elle reprend le rôle dans 3-Way (The Golden Rule).

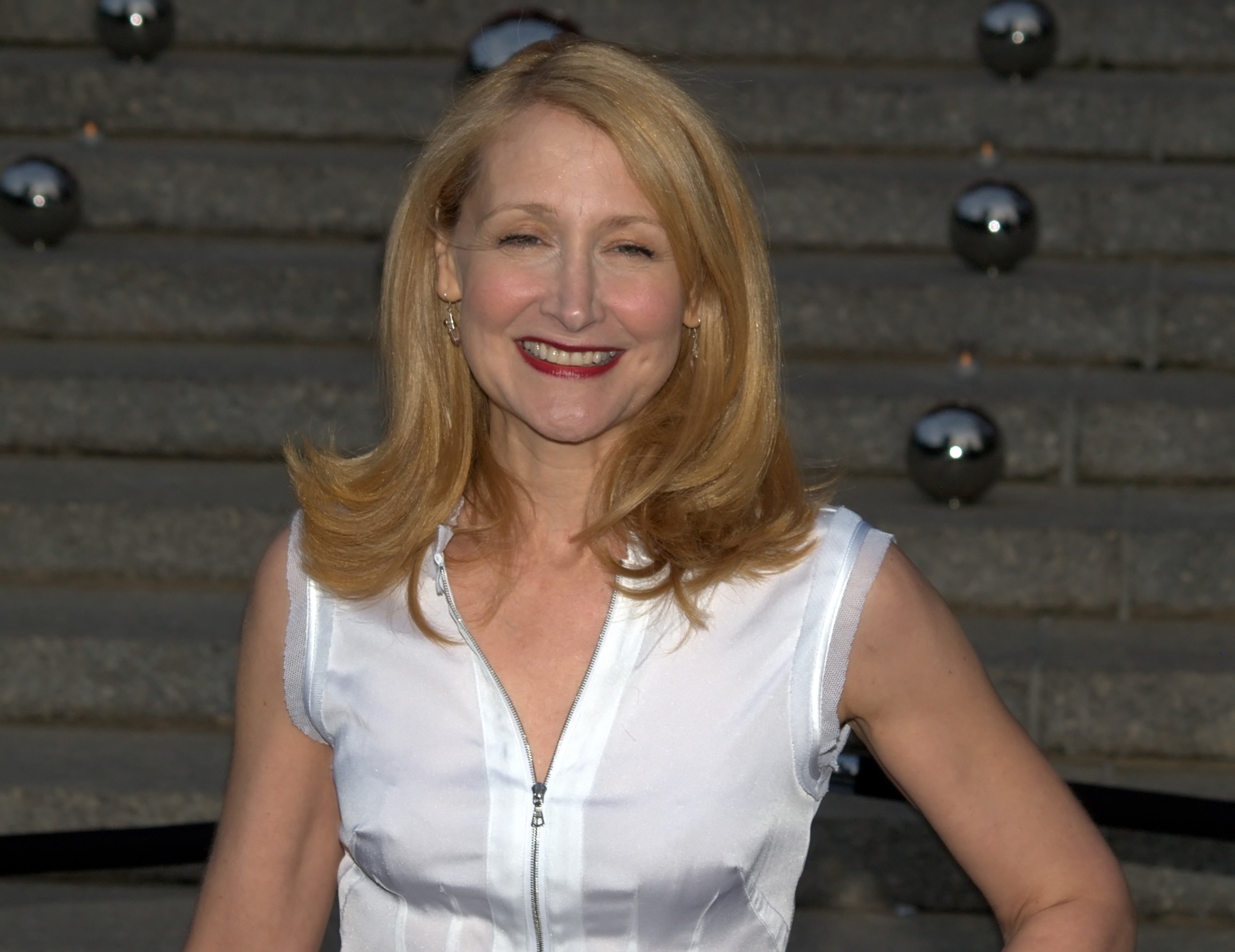
L'actrice au Festival du film de Tribeca en 2010.

En 2010, elle joue dans Shutter Island de Martin Scorsese. Patricia Clarkson est récompensée au Festival international du film de Dublin : elle reçoit le prix Volta en 2010  pour l'ensemble de sa carrière.
En réponse à la marée noire, liée à l'explosion de Deepwater Horizon, Patricia Clarkson publie un article dans le magazine OnEarth du Conseil de défense des ressources naturelles (NRDC). Elle publie également un message d'intérêt public en parlant de son expérience pour avoir grandi à La Nouvelle-Orléans. Les deux messages ont été publiés le 26 juillet 2010.
Patricia Clarkson fait une apparition, en tant qu'invitée, dans la quatrième saison de l'émission télévisée de la NBC, Parks and Recreation, en tant que première femme de Ron Swanson, chef du département de Parcs, Tammy One.
En décembre 2013 elle fait partie des membres du jury international du 13e Festival international du film de Marrakech, présidé par Martin Scorsese.
En septembre 2015 elle reçoit un hommage lors du 41e Festival du cinéma américain de Deauville.
En 2017, elle devient un personnage important dans la série House of Cards diffusé sur Netflix.
En 2019, elle reçoit le Golden Globe de la meilleure actrice dans un second rôle pour Sharp Objects et son personnage d'Adora Crellin (mère de famille).
En 2023 elle est membre du jury du 57e Festival international du film de Karlovy Vary.

### Vie privée
Patricia Clarkson est célibataire et n'a jamais été mariée.

## Théâtre
- 1986 : The House of Blue Leaves
- 1987 : Eastern Standard
- 2014-2015 : The Elephant Man, Booth Theatre, NY

## Filmographie

### Cinéma

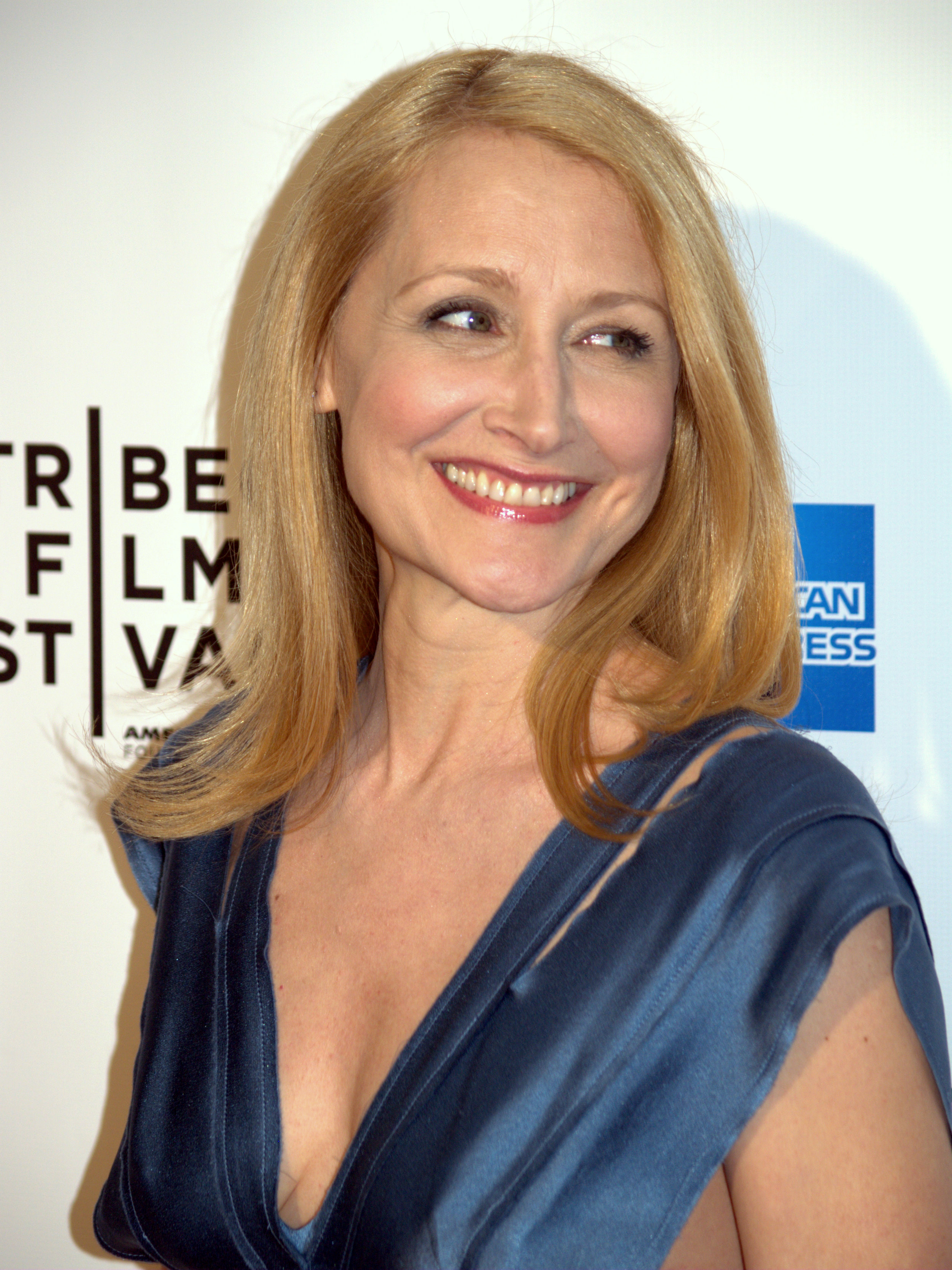
Patricia Clarkson en 2009.

- 1987 : Les Incorruptibles (The Untouchables) de Brian De Palma : Catherine Ness
- 1988 : La Dernière Cible (The Dead Pool) de Buddy Van Horn : Samantha Walker
- 1988 : Rocket Gibraltar de Donald Petrie : Rose Black
- 1988 : Everybody's All-American de Taylor Hackford : Leslie Stone
- 1990 : Tante Julia et le scribouillard (Tune in Tomorrow...) de Jon Amiel : Tante Olga
- 1995 : Pharaoh's Army de Robby Henson : Sarah Anders
- 1995 : Jumanji de Joe Johnston : Carol Anne Parrish
- 1998 : High Art de Lisa Cholodenko : Greta
- 1998 : La Carte du cœur (Playing by Heart) de Willard Carroll : Allison
- 1999 : Simplement irrésistible (Simply Irresistible) de Mark Tarlov : Lois McNally
- 1999 : Wayward Son de Randall Harris : Wesley
- 1999 : La Ligne verte (The Green Mile) de Frank Darabont : Melinda Moores
- 2000 : Falling Like This de Dani Minnick : Caroline Lockhart
- 2000 : Le Secret de Joe Gould (Joe Gould's Secret) de Stanley Tucci : Vivian Marquie
- 2001 : The Pledge de Sean Penn : Margaret Larsen
- 2001 : Wendigo de Larry Fessenden : Kim
- 2001 : The Safety of Objects de Rose Troche : Annette Jennings
- 2002 : Bienvenue à Collinwood (Welcome to Collinwood) de Anthony Russo et Joe Russo : Rosalind
- 2002 : Loin du paradis (Far from Heaven) de Todd Haynes : Eleanor Fine
- 2002 : Heartbreak Hospital de Ruedi Gerber : Lottie Ohrwasher
- 2002 : The Baroness and the Pig de Michael MacKenzie : la Baronne
- 2003 : Pieces of April (Pieces of April) de Peter Hedges : Joy Burns
- 2003 : All the Real Girls de David Gordon Green : Elvira Fine
- 2003 : The Station Agent de Thomas McCarthy : Olivia Harris
- 2003 : Dogville de Lars von Trier : Vera
- 2004 : Miracle de Gavin O'Connor : Patty Brooks
- 2005 : The Dying Gaul de Craig Lucas : Elaine Tishop
- 2005 : Good Night and Good Luck de George Clooney : Shirley Wershba
- 2006 : The Woods de Lucky McKee : Ms. Traverse
- 2006 : Les Fous du roi (All the King's Men) de Steven Zaillian : Sadie Burke
- 2006 : Blind Date de Stanley Tucci : Janna
- 2007 : Le Goût de la vie (No reservations) de Scott Hicks : Paula
- 2007 : Une fiancée pas comme les autres (Lars and the Real Girl) de Craig Gillespie : Dagmar
- 2007 : Married Life de Ira Sachs : Pat Allen
- 2008 : Phoebe in Wonderland de Daniel Barnz : Miss Dodger
- 2008 : Elegy de Isabel Coixet : Carolyn
- 2008 : Vicky Cristina Barcelona de Woody Allen : Judy Nash
- 2009 : 2081 (en) : narratrice
- 2009 : Whatever Works de Woody Allen : Marietta
- 2009 : Coup de foudre au Caire (Cairo Time) de Ruba Nadda : Juliette Grant
- 2010 : Shutter Island de Martin Scorsese : Rachel Solando 2
- 2010 : Legendary de Mel Damski : Sharon Chetley
- 2010 : Easy Girl (Easy A) de Will Gluck : Rosemary Penderghast
- 2010 : Main Street de John Doyle (en) : Willa
- 2011 : Un jour (One Day) de Lone Scherfig : Alison
- 2011 : Sexe entre amis (Friends with Benefits) de Will Gluck : Lorna
- 2013 : The East de Zal Batmanglij : Sharon
- 2014 : Le Labyrinthe (The Maze Runner) de Wes Ball : Ava Paige
- 2014 : Last Weekend de Tom Dolby : Celia Green
- 2014 : Isolée (October Gale) de Ruba Nadda : Helen Matthews
- 2015 : Le Labyrinthe : La Terre brûlée (The Maze Runner: Scorch Trials) de Wes Ball : Ava Paige
- 2017 : The Party de Sally Potter : April
- 2017 : The Bookshop d'Isabel Coixet : Violet Gamart
- 2018 : Le Labyrinthe : Le Remède mortel (The Maze Runner: The Death Cure) de Wes Ball : Ava Paige
- 2018 : Delirium de Dennis Iliadis (en) : Brody
- 2018 : Out of Blue (en) de Carol Morley : Détective Mike Hoolihan
- 2022 : She Said de Maria Schrader : Rebecca Corbett

### Télévision
- 1985 : Spenser, saison 1, épisode 3 The Choice de Richard A. Colla (série télévisée) : Elizabeth     Haller
- 1986 : Equalizer, saison 1, épisode 19 Breakpoint de Russ Mayberry (série télévisée) : Deborah     Wade
- 1987 : Another World, épisode 5852 (série télévisée) : Marlena MacDonald
- 1990 : Le Vieil homme et la mer (The Old Man and the Sea) de Jud Taylor (téléfilm) : Mary Pruitt
- 1990 : Les Contes de la crypte, (Tales from the Crypt), saison 2, épisode 15 Curiosité fatale de James "Jim" Simpson (série télévisée) : Suzy
- 1990 : New York, police judiciaire (Law & Order), saison 1, épisode 7 By Hooker, by Crook de Martin Davidson (série télévisée) : Laura Winthrop
- 1991 : Davis Rules, créée par Danny Jacobson et Norma Safford Vela (série télévisée) : Cosmo Yeargin
- 1992 : Blind Man's Bluff de James Quinn (téléfilm) : Dr Virginia Hertz
- 1992 : Legacy of Lies de Bradford May (téléfilm) : Pat Rafael
- 1992 : An American Story de John Gray (téléfilm) : Barbara Meade
- 1992 : Four Eyes and Six Guns (Quatre yeux et un colt) de Piers Haggard (téléfilm) : Lucy Laughton
- 1993 : Queen de John Erman (mini série télévisée) : Lizzie
- 1993 : Défense traquée (Caught in the Act) de Deborah Reinisch (téléfilm) : Meg
- 1994 : Un mari de trop (She Led Two Lives) de  Bill Corcoran (téléfilm) : Desiree Parnell
- 1995-1996 : Murder One (VF : Maryse Meryl) (série télévisée) : Annie Hoffman
- 1996 : London Suite de Jay Sandrich (téléfilm) : Diana Nichols
- 1998 : The Wedding : Della McNeil
- 2000 : Wonderland, créée par Peter Berg (série télévisée) : Tammy Banger
- 2001 : Frasier, saisons 8 et 9, quatre épisodes (série télévisée) : Claire French
- 2002-2005 : Six Feet Under d'Alan Ball, saison 2 à saison 5 (série télévisée) : Sarah
- 2002 : Carrie (série télévisée) : Margaret White
- 2011 : Un combat, cinq destins (Five) d'Alicia Keys, Jennifer Aniston, Patty Jenkins, Demi Moore, Penelope Spheeris, composé de 5 courts métrages (téléfilm) :
- 2011 : Parks and Recreation, épisodes I'm Leslie Knope et Ron and Tammys (série télévisée) : Tammy Swanson I
- 2017 : House of Cards, saison 5 et saison 6 (série télévisée) : Jane Davis
- 2018 : Sharp Objects de Jean-Marc Vallée (mini série) : Adora Crellin
- 2022 : State of the Union de Stephen Frears et Nick Hornby (série télévisée), saison 2 : Ellen
- depuis 2022 : Les Œufs Verts au Jambon (Green Eggs and Ham) de Jared Stern : Pam I Am (série télévisée)

## Voix francophones
En France, Clara Borras est la voix la plus régulière de Patricia Clarkson, l'ayant doublée à dix occasions depuis 2002. En parallèle, Sylvia Bergé l'a également doublée à six reprises.
Au Québec, elle est principalement doublée par Élise Bertrand. 

## Distinctions

### Récompenses
- 2002 et 2006 : Emmy Award pour son rôle de Tante Sarah dans la série Six Feet Under
- 2003 : Festival du film de Sundance : Prix spécial du jury pour sa performance dans les films The Station Agent, Pieces of April et All the Real Girls
- 2010 : Festival international du film de Dublin : prix Volta pour l'ensemble de sa carrière (Career Achievement Award)
- Golden Globes 2019 : Meilleure actrice dans un second rôle dans une série, une mini-série ou un téléfilm pour son rôle d'Adora Crellin dans Sharp Objects

### Nominations
- 2002 : Emmy Award : Meilleure participation d’actrice pour  Six Feet Under
- 2004 : Oscar de la meilleure actrice dans un second rôle pour Pieces of April